# Indische Stabschrecke
Die Indische Stabschrecke (Carausius morosus) ist ein Insekt aus der Ordnung der Gespenstschrecken und der Familie Phasmatidae.

## Merkmale
Beide Geschlechter sind flügellos und stabförmig langgestreckt. In manchen Fällen haben die Weibchen ein kleines Hörnchen über dem vorderen Beinpaar. Ihre Antennen sind genauso lang wie die Vorderbeine. Die Farbe der Weibchen kann zwischen grün und braun schwanken, je nach Licht, Temperatur und Futter. Wenn es ausgewachsen ist, sind die Innenseiten der Vorderbeine rötlich gefärbt. Das Männchen ist etwas graziler und meist dunkelbraun. Seine Antennen sind länger als die Vorderbeine. Die männlichen Carausii morosus werden nur fünf bis sechs Zentimeter lang, die weiblichen erreichen dagegen eine Länge von bis zu neun Zentimeter.

## Vorkommen
Ihr natürlicher Lebensraum sind tropische Wälder in Vorder- und Südindien, China, Japan sowie der Bereich der großen Sundainseln. Sie bevorzugen Landschaften mit Strauchvegetation.

## Lebensweise
Die Imagines leben ungefähr ein Jahr. Die Tiere lassen sich bei Berührung oft fallen und liegen dann für Stunden in Schreckstarre am Boden. Bei Tag verharren sie oft regungslos am gleichen Standort. Die Stabschrecken sind dämmerungs- und nachtaktiv. Bei Nacht gehen sie auf Nahrungssuche.

### Ernährung
Stabschrecken sind Pflanzenfresser. Carausius morosus frisst Brombeer- und Himbeerblätter und das Laub anderer Pflanzen wie Gemeine Hasel, Hainbuche, Efeu und Brennnessel.
Flüssigkeit wird hauptsächlich über die Nahrung aufgenommen. Werden die Blätter mit einer Sprühflasche mit Wasser besprüht, kann man sehen, wie die Tiere die Tropfen trinken. Um zu verhindern, dass die jungen Schrecken in den Wassergefäßen der Pflanzen ertrinken, muss man die Wasseroberfläche z. B. mit einem durchlöcherten Blechdeckel abdecken.

### Fortpflanzung und Entwicklung

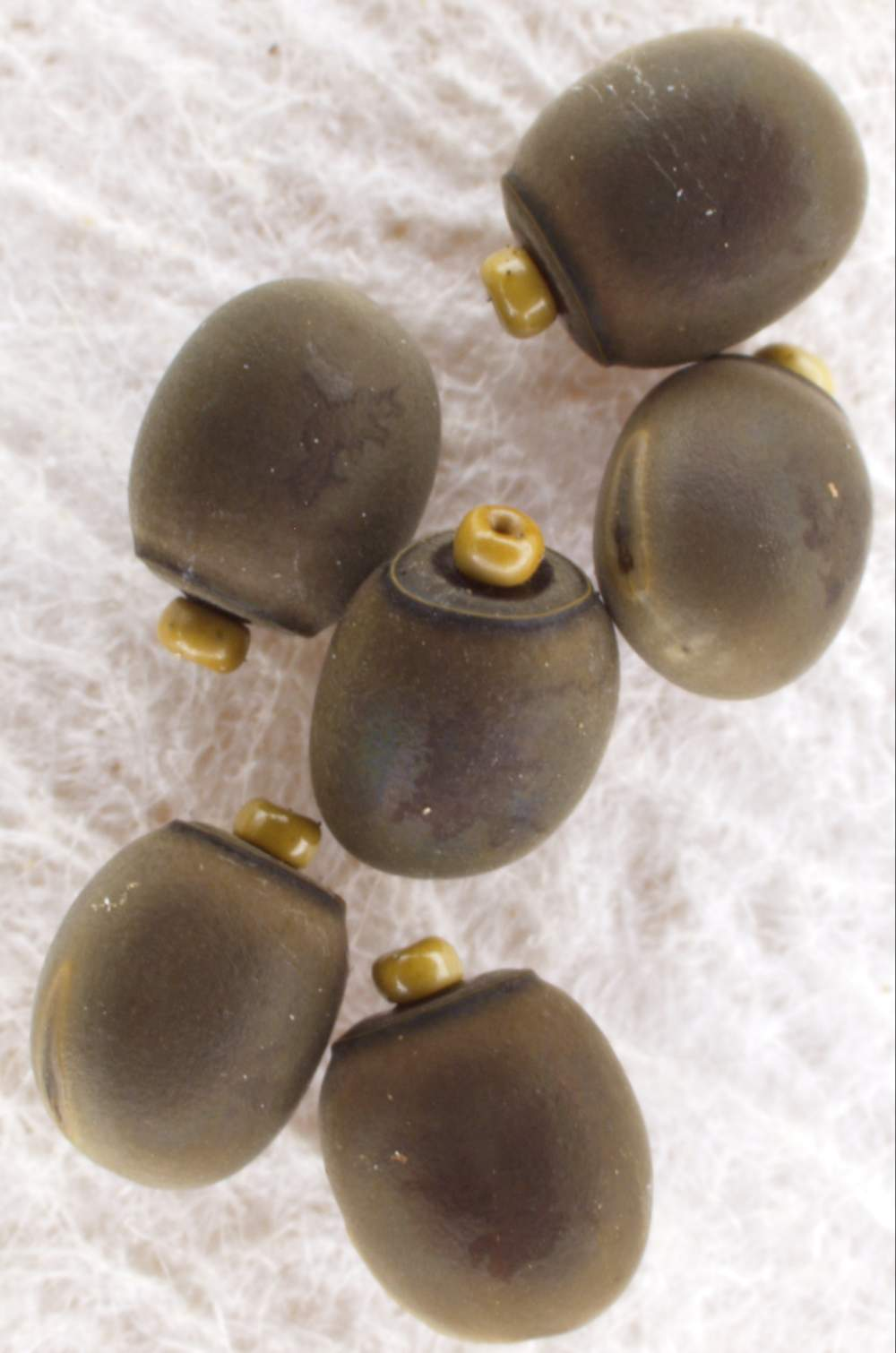
Eier von Carausius morosus, 1,5 mm lang.

Zwischen 500 und 1.000 Weibchen befindet sich meist nur ein Männchen. Bei Abwesenheit von Männchen oder in Gefangenschaft vermehren sich die ausgewachsenen Weibchen parthenogenetisch, das heißt per Jungfernzeugung.
Die Tiere werfen meist nachts ihre Eier, die nicht befruchtet werden müssen, einzeln auf dem Boden ab. Sie legen bis zu drei Eier am Tag und etwa 1.200 Stück in ihrem Leben. Davon überleben meist in der Natur nur 100 Tiere. Die Eier sind hartschalig und erinnern in Form und Farbe an Pflanzensamen. Je nach Temperatur schlüpfen nach 2,5 bis 4 Monaten die kleinen Stabschrecken aus den Eiern. Bei 23 °C geschieht dies nach etwa 80 Tagen und bei 16 bis 18 °C nach ungefähr 14 bis 20 Wochen. Die geschlüpften Stabschrecken werden auch als Nymphen bezeichnet. Die Entwicklung von der Nymphe bis zur Imago dauert drei bis acht Monate. In dieser Zeit häutet sich die Stabschrecke vier- bis fünfmal. Die Temperatur während der Eientwicklung entscheidet, ob das Tier männlich oder weiblich wird. Wenn man ein bis zwei Wochen lang das Ei einer Temperatur von ungefähr 30 °C aussetzt, entstehen öfter Männchen oder Intersexe. Wenn eine Stabschrecke intersexuell ist, tritt es z. B. als Männchen auf, hat aber weibliche Geschlechtsmerkmale oder umgekehrt.
Die Art wird von der Phasmid Study Group unter der PSG-Nummer 1 geführt.